# Hundertwasserhaus Plochingen

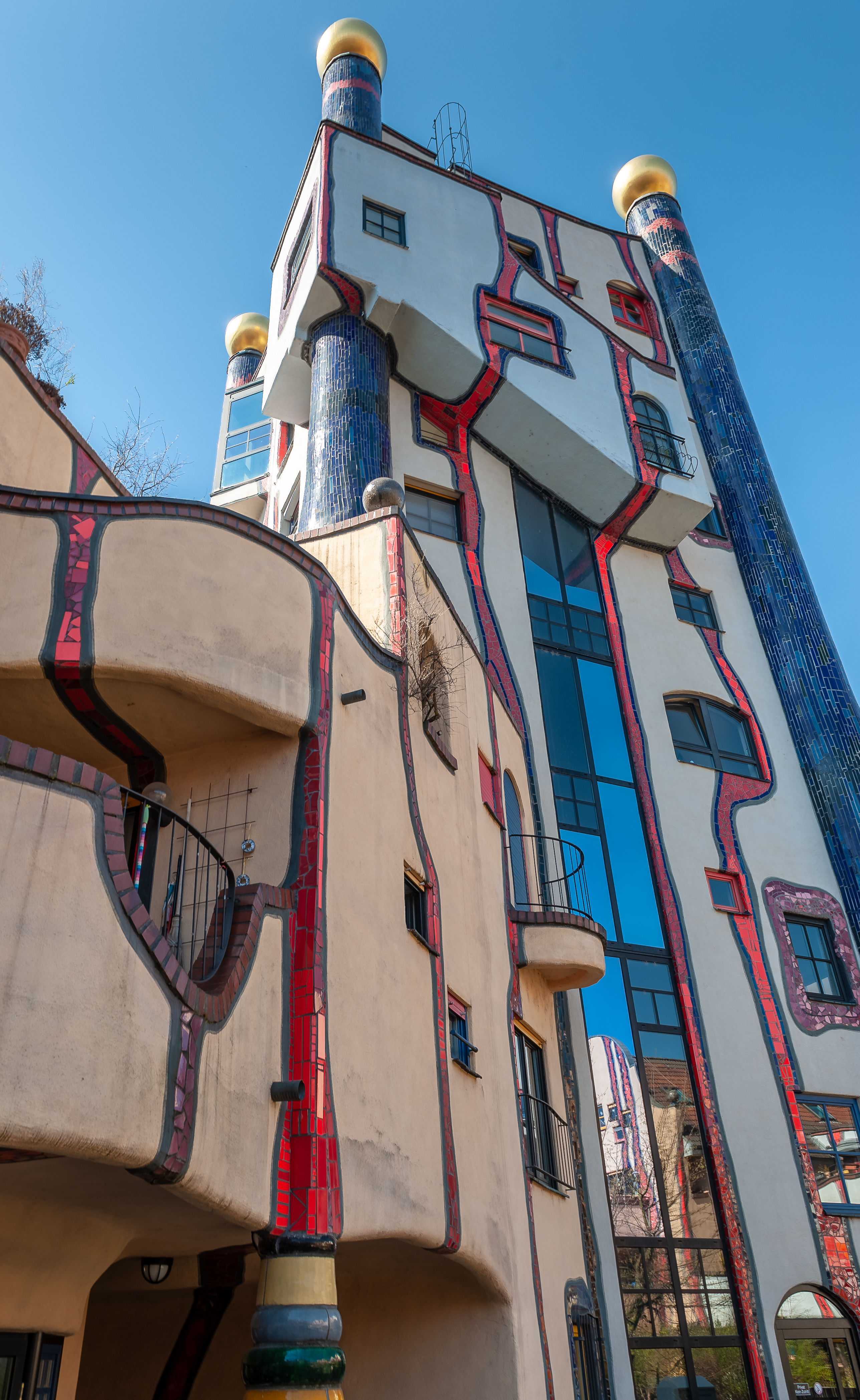
Wohnen unterm Regenturm

Das Hundertwasserhaus Plochingen „Wohnen unterm Regenturm“ ist ein vom österreichischen Künstler Friedensreich Hundertwasser (1928–2000) mitgestaltetes Gebäude in der baden-württembergischen Stadt Plochingen. Erbaut wurde es von November 1991 bis August 1994.

## Vorgeschichte, Planung, Bau
In den 1980er Jahren wurde das Zentrum von Plochingen städteplanerisch umgestaltet. Am Marktplatz wurde ein historischer Kern geschaffen. Die Marktstraße wurde Fußgängerzone. Es fehlten jedoch Parkplätze, Wohnungen und Fläche für Gewerbe und Handel. Der Bereich Neckarstraße und Schorndorfer Straße lag noch brach. Bis Anfang der 1990er Jahre wurde für diesen Bereich das Konzept eines geschlossenen Areals mit Innenhof entwickelt; der Innenhof sollte öffentlich sein.
Unter anderem mit Hilfe von Kontakten über die österreichische Partnerstadt Zwettl konnte Friedensreich Hundertwasser für die Gestaltung des Innenhofes gewonnen werden. Er entwarf des Weiteren den Regenturm mit den vier goldenen Kugeln. Der „Regenturm“ ist 33 Meter hoch. Die Kugeln an den vier oberen Ecken sind mit 24 Karat Blattgold belegt und haben einen Durchmesser von 1,60 m.
Es entstand unter einem privaten Bauträger ein Wohn- und Geschäftshaus mit 6.800 m² Wohnfläche, 5.500 m² gewerblicher Nutzfläche und zweigeschossiger Tiefgarage.

## Bilder

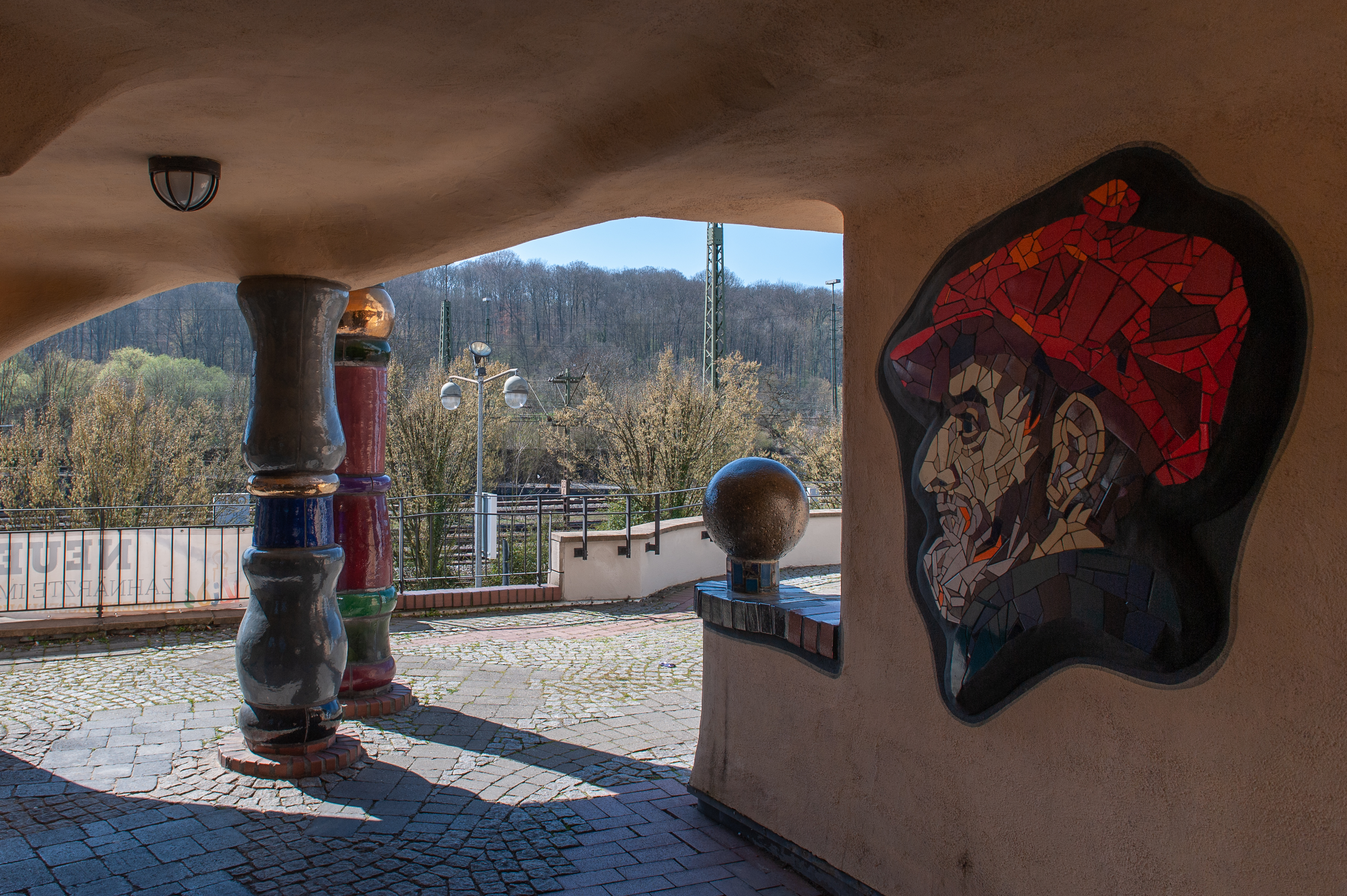
Durchgang zum Innenhof mit Porträt des Künstlers
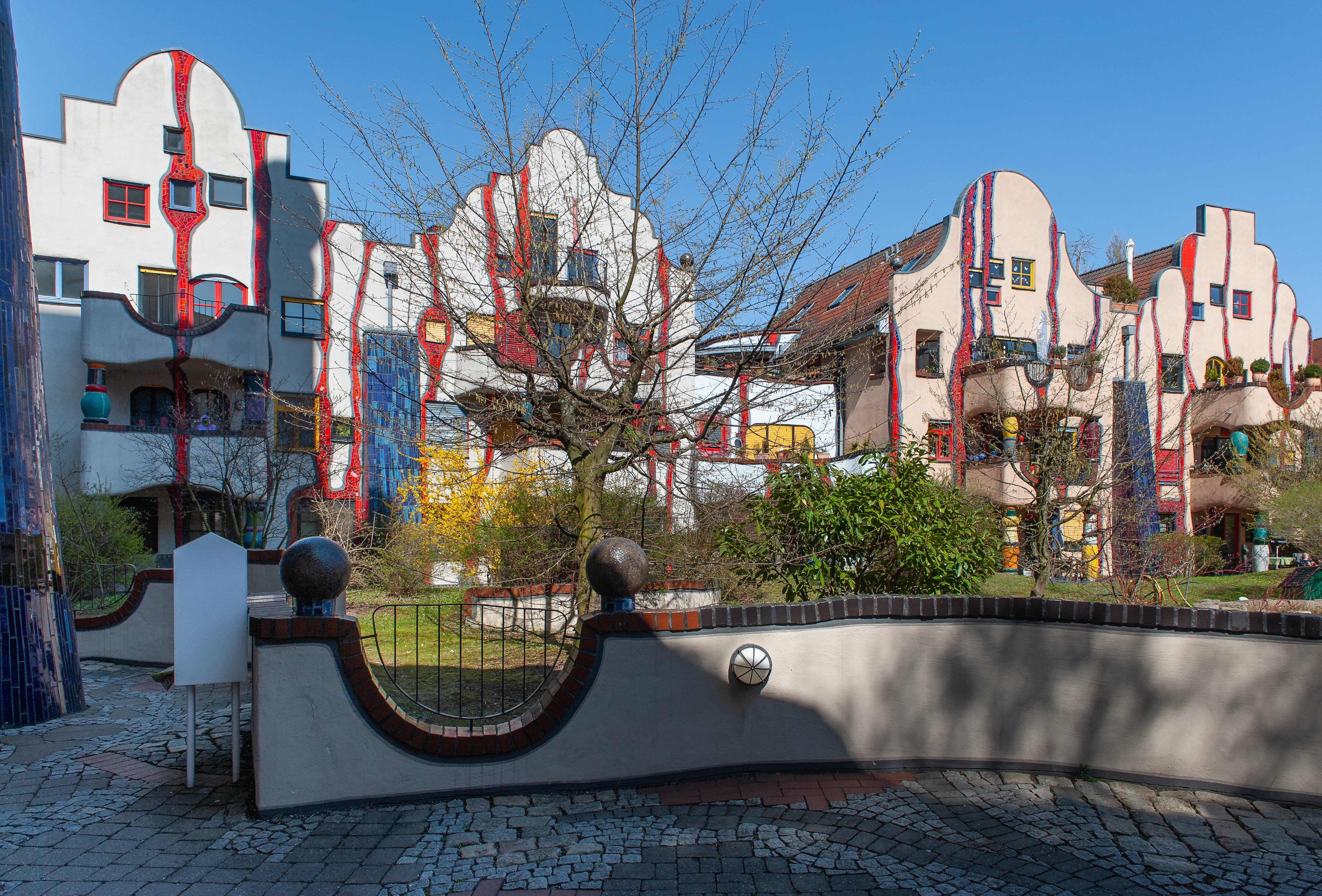
Innenhof